# Villa Rustica (Stonesfield)
Die Villa Rustica bei Stonesfield ist ein römischer Gutshof (Villa rustica) auf der Gemarkung der heutigen Gemeinde Stonesfield, nahe Blenheim House, in der Grafschaft Oxfordshire in England. In der Antike lag sie an der „Akeman Street“, einer wichtigen römischen Straße, und in der römischen Provinz Britannia (Britannien). Etwa ein Kilometer südwestlich der Villa liegt der Fluss Evenlode.

## Geschichte
Im Jahr 1712 fand der Landwirt George Handes (oder Hannes) beim Pflügen ein Mosaikfußboden. Das anscheinend gut erhalten Mosaik erregte damals viel Aufmerksamkeit, auch bei Oxforder Akademikern, und wurde gezeichnet. Jedoch gibt es auch Berichte, dass es früh beschädigt wurde, da es Streitigkeiten darüber gab, wer die Einnahmen von den Besuchern erhalten solle, denn es kamen zahlreiche Besucher, die das zur Besichtigung vom Landbesitzer freigegebene Mosaik sehen wollten. Teile des Mosaiks wurden an Besucher oder Wissenschaftler vergeben und versandt. Dies führte bis zur Mitte des 19. Jahrhunderts zur gänzlichen Zerstörung des Mosaiks. Weitere vier Mosaiken fanden sich 1779 bis 1780, die aber ein ähnliches Schicksal erlitten. Alle Mosaiken sind heute verloren.
Es wurde auch nie ein Plan der gefundenen Villa gezeichnet, er gibt nur Zeichnungen zu der Lage der Mosaiken, die andeuten, dass es sich um eine Villa mit Eckrisaliten handelte. Im Zentrum befand sich ein großes, das 1712 gefundene Mosaik, in den Eckrisaliten jeweils kleinere.
Das 1712 gefundene Mosaik ist nur aus diversen alten Zeichnungen bekannt, die sich im Detail widersprechen. Es bestand aus zwei quadratischen Feldern mit Kreisen in deren Mitte. In einem Kreis befand sich die Darstellung von Bacchus. In dem anderen Kreis befanden sich geometrische Muster. Das ganze Mosaik war von einem Mäander gerahmt. Die anderen vier Mosaiken sind dagegen nur mit geometrischen Mustern dekoriert gewesen. Die Mosaiken datieren wahrscheinlich in das vierte Jahrhundert n. Chr. und gehören zur Orpheus Group.